# Iris Yamashita
Iris Hitomi Yamashita (アイリス・ヤマシタ?) (Misuri, Estados Unidos) es una escritora y guionista estadounidense. Candidata en 2007, junto a Paul Haggis, al Premio Oscar en la categoría de mejor guion original por la película Cartas desde Iwo Jima.

## Biografía
Nacida en Misuri, vivió la primera etapa de su vida en Hawái. Ha vivido en Guam y en California, y un año en Japón, como estudiante en la Universidad de Tokio.
Estudió Bioingeniería en la Universidad de San Diego, California, y posteriormente un máster en Ingeniería mecánica en la Universidad de Berkeley. Sin embargo, su verdadera vocación eran las letras y comenzó a colaborar en la revista Wingspan de la línea aérea japonesa All Nippon, después de haber ganado en dos oportunidades el concurso internacional de cuentos cortos, patrocinado por dicha línea aérea.
Uno de sus guiones ganó el primer lugar en el concurso de guiones de Big Bear Lake (Big Bear Lake Screenwriting Competition). Allí conoció a Cathy Tarr, de Creative Artists Agency (CAA), que era la presidenta del jurado y que, posteriormente, fue su representante.
Fue contratada por Clint Eastwood para escribir la visión japonesa de la historia de la batalla de Iwo Jima junto a Paul Haggis. Se rumoreó que la película recibiría el título de Lamps Before the Wind (Lámparas antes del viento) y posteriormente Red Sun, Black Sand (Sol rojo, arena negra), pero finalmente fue titulada como Cartas desde Iwo Jima (Letters from Iwo Jima). 
Fue también candidata al premio de la Chicago Film Critics Association, por el mismo filme.

## Premios y nominaciones
Premios Óscar
| Año  | Categoría            | Película              | Resultado |
| ---- | -------------------- | --------------------- | --------- |
| 2007 | Mejor guion original | Cartas desde Iwo Jima | Nominada  |